# Humberto Suazo
Humberto Suazo (nom complet : Humberto Andrés Suazo Pontivo), né le 10 mai 1981 à San Antonio au Chili, est un footballeur international chilien, surnommé « Chupete ».

## Équipe nationale
Suazó a commencé sa carrière dans la sélection chilienne en 2005 et a marqué 17 buts incroyables. Pendant la Copa América 2007, jouée au Venezuela, il fut le joueur le plus remarqué de la sélection en marquant 3 buts, deux contre l'Equateur et un contre le Brésil de  Dunga. Ce dernier but sublime, mais bien seul lors de la cuisante défaite 1-6 contre ce pays. .
Suazó a été international à 24 reprises, sa dernière sélection remontant au 14 octobre 2009. Durant ce match, il marqua l'unique but du Chili face à l'équipe d'Équateur de football. Grâce à ce but, Suazo devint le meilleur buteur des éliminatoires du CONMEBOL pour la Coupe du monde 2010 avec 10 buts, dépassant ainsi le Brésilien Luís Fabiano. Il fait partie des 23 joueurs chiliens sélectionnés pour participer à la coupe du monde 2010.

## Statistiques
| Club                 | Saison            | Championnat | Championnat | Coupe Intercont. | Coupe Intercont. | Autres | Autres | Total | Total |
| Club                 | Saison            | Part.       | Buts        | Part.            | Buts             | Part.  | Buts   | Part. | Buts  |
| -------------------- | ----------------- | ----------- | ----------- | ---------------- | ---------------- | ------ | ------ | ----- | ----- |
| Audax Italiano Chili | Ouverture 2004    | 11          | 6           | -                | -                | -      | -      | 11    | 6     |
| Audax Italiano Chili | Clôture 2004      | 19          | 17          | -                | -                | -      | -      | 19    | 17    |
| Audax Italiano Chili | Ouverture 2005    | 17          | 6           | -                | -                | -      | -      | 17    | 6     |
| Audax Italiano Chili | Clôture 2005      | 15          | 11          | -                | -                | -      | -      | 15    | 11    |
| Audax Italiano Chili | Total             | 62          | 40          | -                | -                | -      | -      | 62    | 40    |
| Colo-Colo Chili      | Ouverture 2006    | 21          | 19          | 2                | 3                | -      | -      | 23    | 22    |
| Colo-Colo Chili      | Clôture 2006      | 16          | 15          | 12               | 10               | -      | -      | 28    | 25    |
| Colo-Colo Chili      | Ouverture 2007    | 17          | 18          | 7                | 5                | -      | -      | 24    | 23    |
| Colo-Colo Chili      | Total             | 54          | 52          | 21               | 18               | -      | -      | 75    | 70    |
| Monterrey Mexique    | Ouverture 2007    | 12          | 3           | -                | -                | -      | -      | 12    | 3     |
| Monterrey Mexique    | Clôture 2008*     | 19          | 16          | -                | -                | -      | -      | 19    | 16    |
| Monterrey Mexique    | Ouverture 2008    | 15          | 4           | -                | -                | -      | -      | 15    | 4     |
| Monterrey Mexique    | Clôture 2009**    | 17          | 10          | -                | -                | -      | -      | 17    | 10    |
| Monterrey Mexique    | Ouverture 2009*** | 22          | 11          | -                | -                | -      | -      | 22    | 11    |
| Monterrey Mexique    | Total             | 85          | 44          | -                | -                | -      | -      | 85    | 44    |
| Zaragoza Espagne     | Liga BBVA         | 14          | 7           | -                | -                | -      | -      | 14    | 7     |
| Total en cours       | Total en cours    | 204         | 138         | 21               | 18               | -      | -      | 222   | 159   |

- (*) Inclut 3 buts en 3 matchs de playoffs.
- (**) Inclut 2 buts en 2 matchs de playoffs.
- (***) Inclut 4 buts en 3 matchs de playoffs.

### En sélection nationale
| Saison                | Sélection             | Phases finales        | Phases finales | Phases finales | Phases finales | Éliminatoires CDM | Éliminatoires CDM | Éliminatoires CDM | Matchs amicaux | Matchs amicaux | Matchs amicaux | Total | Total | Total |
| Saison                | Sélection             | Compétition           | M              | B              | Pd             | M                 | B                 | Pd                | M              | B              | Pd             | M     | B     | Pd    |
| --------------------- | --------------------- | --------------------- | -------------- | -------------- | -------------- | ----------------- | ----------------- | ----------------- | -------------- | -------------- | -------------- | ----- | ----- | ----- |
| 2004-2005             | Chili                 | -                     | -              | -              | -              | 0                 | 0                 | 0                 | 1              | 0              | 0              | 1     | 0     | 0     |
| 2005-2006             | Chili                 | -                     | -              | -              | -              | 1                 | 0                 | 0                 | 5              | 3              | 0              | 6     | 3     | 0     |
| 2006-2007             | Chili                 | Copa América 2007     | 4              | 3              | 0              | -                 | -                 | -                 | 5              | 1              | 1              | 9     | 4     | 1     |
| 2007-2008             | Chili                 | -                     | -              | -              | -              | 6                 | 3                 | 0                 | 4              | 0              | 0              | 10    | 3     | 0     |
| 2008-2009             | Chili                 | -                     | -              | -              | -              | 8                 | 3                 | 0                 | 3              | 0              | 1              | 11    | 3     | 1     |
| 2009-2010             | Chili                 | Coupe du monde 2010   | 2              | 0              | 0              | 4                 | 4                 | 0                 | 1              | 1              | 0              | 7     | 5     | 0     |
| 2010-2011             | Chili                 | Copa América 2011     | 4              | 1              | 0              | -                 | -                 | -                 | 2              | 1              | 0              | 6     | 2     | 0     |
| 2011-2012             | Chili                 | -                     | -              | -              | -              | 6                 | 1                 | 0                 | 1              | 0              | 0              | 7     | 1     | 0     |
| 2012-2013             | Chili                 | -                     | -              | -              | -              | 1                 | 0                 | 0                 | 2              | 0              | 0              | 3     | 0     | 0     |
| 2013-2014             | Chili                 | Coupe du monde 2014   | -              | -              | -              | 0                 | 0                 | 0                 | -              | -              | -              | 0     | 0     | 0     |
| Total sur la carrière | Total sur la carrière | Total sur la carrière | 10             | 4              | 0              | 26                | 11                | 0                 | 24             | 6              | 2              | 60    | 21    | 2     |

## Palmarès
- Tournoi d'ouverture (Chili) : 2006 et 2007 avec Colo-Colo.
- Tournoi de clôture (Chili) : 2006 avec Colo-Colo.
- Tournoi d'ouverture (Mexique) : 2009 avec CF Monterrey.